# CSS Alabama
El CSS Alabama fue una corbeta de guerra construida para la Armada de los Estados Confederados en Birkenhead, Inglaterra, en 1862 en los astilleros John Laird Sons and Company. El Alabama sirvió como buque corsario, atacando a los buques mercantes y buques de guerra de la Unión  a lo largo los dos años que duró su carrera, durante los cuales nunca fue anclado en un puerto de los Estados Confederados. Fue hundido en la batalla por el Kearsarge en junio de 1864 en la Batalla de Cherbourg, frente al puerto de Cherbourg, Francia.
En el momento de su hundimiento, el CSS Alabama había hundido 64 buques de los unionistas.
En noviembre de 1984, el cazador de minas de la Armada francesa Circé descubrió un naufragio bajo casi 60 m de agua frente a Cherburgo a 49°45′9″N 1°41′42″O / 49.75250, -1.69500. El capitán Max Guerout confirmó más tarde que el naufragio eran los restos del Alabama.

## Construcción
El CSS Alabama fue construida en secreto en 1862 por los astilleros británicos John Laird Sons and Company en el noroeste de Inglaterra, en sus astilleros de Birkenhead, Cheshire. 
El pedido fue organizado por el agente confederado James Dunwoody Bulloch, que lideraba la adquisición de buques, algo muy necesario para la incipiente Armada de los Estados Confederados. Arregló el contrato a través de Fraser, Trenholm Company, un corredor de algodón en Liverpool con vínculos con la Confederación.
Inicialmente conocido como casco número 290, el buque fue botado como Enrica el 15 de mayo de 1862 y en secreto zarpó desde Liverpool el 29 de julio de 1862. El capitán unionista Tunis A. M. Craven del Tuscarora, que estaba en Southampton en ese momento, fue el encargado de interceptar la nueva nave sin éxito.
El agente Bulloch organizó una tripulación civil y el capitán para navegar el Enrica a la isla de Terceira, en las Azores. Con Bulloch a su lado, el capitán de la nueva nave, Raphael Semmes, dejó Liverpool el 13 de agosto de 1862 a bordo del vapor Bahama para tomar el mando del nuevo crucero. Semmes llegó a la isla de Terceira, el 20 de agosto de 1862 y comenzó a supervisar la reposición del nuevo barco con otras disposiciones, como el armamento, y 350 t de carbón, llevado allí por el Agripina, un buque de suministro.
Después de tres días de trabajo agotador por las tripulaciones de los tres buques, el Enrica se transformó en un crucero naval, designado como corsario de los Estados Confederados de América. Después de su puesta en marcha como  CSS Alabama, Bulloch regresó a Liverpool para continuar su trabajo en secreto para la Armada Confederada.

## Daño a la Unión

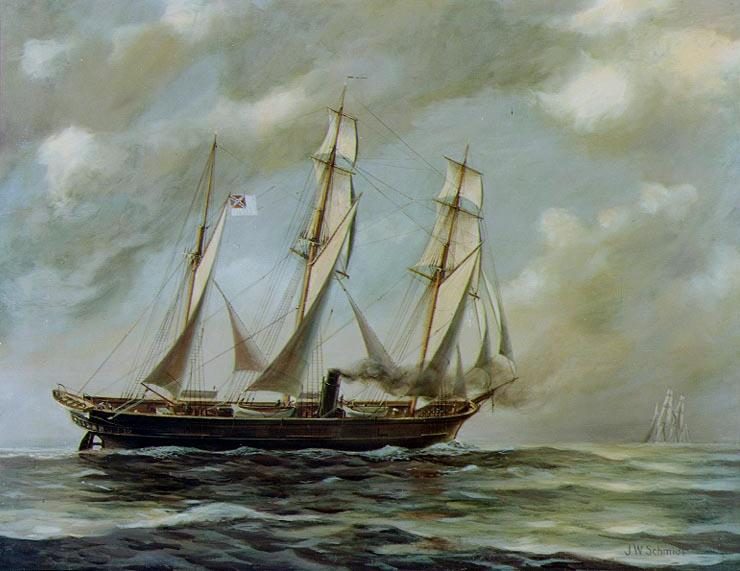
Pintura del CSS Alabama de 1961.

Se calcula que durante los dos años de servicio del CSS Alabama causó unas perdidas al comercio de la Unión valoradas en 6 000 000 $ (hoy en día serían unos 125 000 000 $[cita requerida]). Posteriormente, el gobierno estadounidense reclamaría al británico una reparación por dichos daños dado que habían infringido su supuesta "neutralidad" en el conflicto al haber ayudado a los sudistas. 
Todo ello se resumió en las reclamaciones de Alabama.